# Ел-Вальє-де-Арройо-Секо (Нью-Мексико)
Ел-Вальє-де-Арройо-Секо (англ. El Valle de Arroyo Seco) — переписна місцевість (CDP) в США, в окрузі Санта-Фе штату Нью-Мексико. Населення — 1431 особа (2020).

## Географія
Ел-Вальє-де-Арройо-Секо розташований за координатами 35°57′10″ пн. ш. 106°1′34″ зх. д. / 35.95278° пн. ш. 106.02611° зх. д. (35.952657, -106.026129).  За даними Бюро перепису населення США в 2010 році переписна місцевість мала площу 13,43 км², уся площа — суходіл.

## Демографія
Згідно з переписом 2010 року, у переписній місцевості мешкало 1440 осіб у 543 домогосподарствах у складі 378 родин. Густота населення становила 107 осіб/км².  Було 588 помешкань (44/км²).
Расовий склад населення:
| - 55,9 % — білих - 1,4 % — корінних американців - 0,7 % — азіатів - 0,3 % — чорних або афроамериканців - 34,7 % — осіб інших рас |

До двох чи більше рас належало 7,0 %. Частка іспаномовних становила 78,7 % від усіх жителів.
За віковим діапазоном населення розподілялося таким чином: 27,5 % — особи молодші 18 років, 62,7 % — особи у віці 18—64 років, 9,8 % — особи у віці 65 років та старші. Медіана віку мешканця становила 37,1 року. На 100 осіб жіночої статі у переписній місцевості припадало 97,8 чоловіків;  на 100 жінок у віці від 18 років та старших — 98,1 чоловіків також старших 18 років.
Середній дохід на одне домашнє господарство  становив 56 630 доларів США (медіана — 47 455), а середній дохід на одну сім'ю — 60 505 доларів (медіана — 56 319). За межею бідності перебувало 29,6 % осіб, у тому числі 46,7 % дітей у віці до 18 років та 45,2 % осіб у віці 65 років та старших.
Цивільне працевлаштоване населення становило 596 осіб. Основні галузі зайнятості: мистецтво, розваги та відпочинок — 23,7 %, науковці, спеціалісти, менеджери — 21,8 %, освіта, охорона здоров'я та соціальна допомога — 13,3 %, транспорт — 9,7 %.